# 5052 Nancyruth
Az 5052 Nancyruth (ideiglenes jelöléssel 1984 UT3) a Naprendszer kisbolygóövében található aszteroida. Carolyn Shoemaker és Eugene Merle Shoemaker fedezte fel 1984. október 23-án.